# Elezioni presidenziali a El Salvador del 2014
Le elezioni presidenziali a El Salvador del 2014 si tennero il 2 febbraio (primo turno) e il 9 marzo (secondo turno).

## Risultati
| Candidati              | Partiti                                             | I turno   | I turno | II turno  | II turno |
| Candidati              | Partiti                                             | Voti      | %       | Voti      | %        |
| ---------------------- | --------------------------------------------------- | --------- | ------- | --------- | -------- |
| Salvador Sánchez Cerén | Fronte Farabundo Martí per la Liberazione Nazionale | 1 315 768 | 48,93   | 1 495 815 | 50,11    |
| Norman Quijano         | Alleanza Repubblicana Nazionalista                  | 1 047 592 | 38,96   | 1 489 451 | 49,89    |
| Antonio Saca           | Movimento Unità (GANA - PCN - PDC)                  | 307 603   | 11,44   |           |          |
| René Rodriguez Hurtado | Partito Progressista Salvadoregno                   | 11 314    | 0,42    |           |          |
| Óscar Lemus            | Fratellanza Patriottica Salvadoregna                | 6 659     | 0,25    |           |          |
| Totale                 | Totale                                              | 2 688 936 | 100     | 2 985 266 | 100      |